# Glipa sauteri sauteri
Glipa sauteri sauteri es una subespecie de coleóptero de la familia Mordellidae.

## Distribución geográfica
Habita en la isla de Formosa.